# Лукович, Милош
Ми́лош Лу́кович (серб. Милош Луковић; родился 18 ноября 2005, Белград) — сербский футболист, нападающий французского клуба «Страсбур», выступающий на правах аренды за испанский «Лас-Пальмас».

## Клубная карьера
Воспитанник футбольной академии клуба «ИМТ». 20 ноября 2021 года дебютировал в основном составе ИМТ в матче против клуба «Раднички» (Сремска-Митровица). В сезоне 2022/23 забил 15 голов в Первой лиге Сербии и помог команде выйти в сербскую Суперлигу. 29 июля 2023 года дебютировал в сербской Суперлиге в матче против клуба «Спартак» (Суботица), отличившись забитым с пенальти мячом.
13 января 2024 года «Страсбур» объявил о переходе Луковича и подписании с ним контракта до 2028 года, однако до конца сезона 2023/24 он продолжил выступать за ИМТ на правах аренды.
6 января 2025 года до конца сезона перешёл на правах аренды в нидерландский «Херенвен». 25 января дебютировал в Эредивизи в гостевом матче против «Гронингена», выйдя на замену вместо Димитриса Раллиса на 57-й минуте.

## Карьера в сборной
В сентябре 2022 года дебютировал за сборную Сербии до 19 лет.

## Достижения
ИМТ
- Победитель Первой лиги: 2022/23

## Личная жизнь
Старший брат Милоша, Лука, также является профессиональным футболистом.